# Le Petit Chat-chien
 (mars 2017).
Si vous disposez d'ouvrages ou d'articles de référence ou si vous connaissez des sites web de qualité traitant du thème abordé ici, merci de compléter l'article en donnant les références utiles à sa vérifiabilité et en les liant à la section « Notes et références ».
Pour plus de détails, voir Fiche technique et Distribution.
Le Petit Chat-chien (Scat Cats) est le 2d épisode de la série américaine d'animation Spike et Tyke, réalisée par William Hanna et Joseph Barbera et sorti en 1957.